# 1,1-Dimethylhydrazin
1,1-Dimethylhydrazin (abk. UDMH für Unsymmetrisches Dimethylhydrazin) ist das an einem N-Atom zweifach methylierte Hydrazin. Im Gegensatz zum symmetrischen Dimethylhydrazin (1,2-Dimethylhydrazin) sind hier beide Methylgruppen am selben Stickstoffatom gebunden.

## Geschichte
Als Gemisch wird 1,1-Dimethylhydrazin (unter anderem unter der Bezeichnung Aerozin 50) seit den 1950er Jahren wegen seiner guten Lagerfähigkeit als Raketentreibstoff verwendet. Als Oxidationsmittel dient dazu heute meist Distickstofftetroxid; davor wurde oft Salpetersäure verwendet.
siehe auch Langer Marsch (Rakete)#Raketen mit kryogenen Treibstoffen

## Darstellung und Gewinnung
Die Herstellung von 1,1-Dimethylhydrazin erfolgt analog der Raschig-Synthese aus Chloramin und Dimethylamin.
{\displaystyle \mathrm {NH_{2}Cl+NH(CH_{3})_{2}\rightarrow H_{2}NN(CH_{3})_{2}+HCl} }
Ein zweiter Syntheseweg geht vom Essigsäurehydrazid aus, welches im ersten Schritt mit Formaldehyd und Wasserstoff reduktiv alkyliert wird. Eine Hydrolyse ergibt im zweiten Schritt die Zielverbindung.
{\displaystyle \mathrm {CH_{3}CONHNH_{2}+2\,CH_{2}O+2\,H_{2}\rightarrow CH_{3}CONHN(CH_{3})_{2}+2\,H_{2}O} }
{\displaystyle \mathrm {CH_{3}CONHN(CH_{3})_{2}+H_{2}O\rightarrow H_{2}NN(CH_{3})_{2}+CH_{3}COOH} }

## Eigenschaften
UDMH ist eine farblose, fischartig riechende Flüssigkeit, die bei Normaldruck bei 63 °C siedet. Die molare Verdampfungsenthalpie beträgt am Siedepunkt 32,55 kJ·mol−1. Die Dampfdruckfunktion ergibt sich nach Antoine entsprechend log10(P) = A−(B/(T+C)) (P in bar, T in K) mit A = 4,71316, B = 1388,51 und C = −40,613 im Temperaturbereich von 237,74 bis 293,08 K. Die Dämpfe von 1,1-Dimethylhydrazin können die Haut und die Schleimhäute (Augen, Atemwege) reizen bzw. bei starker Belastung verätzen. Es hat bei 20 °C eine dynamische Viskosität von 0,56·10−3 Pa·s.
Die mittels dynamischer Differenzkalorimetrie bestimmte Zersetzungswärme beträgt −69 kJ·mol−1 bzw. −1150 kJ·kg−1.
Aufgrund seines niedrigen Dampfdrucks und seiner hohen Reaktivität (insbesondere gegenüber Ozon) ist eine weiträumige Verteilung bei Eintrag in die Umwelt nicht zu erwarten; es erfolgt ein schneller Abbau.

### Sicherheitstechnische Kenngrößen
1,1-Dimethylhydrazin bildet leicht entzündliche Dampf-Luft-Gemische. Die Verbindung hat einen Flammpunkt bei −18 °C. Der Explosionsbereich liegt zwischen 2 Vol.‑% (50 g/m3) als untere Explosionsgrenze (UEG) und 20 Vol.‑% (490 g/m3) als obere Explosionsgrenze (OEG).) Die Grenzspaltweite wurde mit 0,85 mm bestimmt. Es resultiert damit eine Zuordnung in die Explosionsgruppe IIB. Die Zündtemperatur beträgt 240 °C. Der Stoff fällt somit in die Temperaturklasse T3.

## Verwendung
1,1-Dimethylhydrazin findet für eine Reihe von Produkten und Prozessen Verwendung. So unter anderem:
- Zur Herstellung von Farbstoffen, Arzneimitteln und Chemiefasern.
- Als Gasabsorptionsmittel für Kohlenstoffdioxid und Schwefeldioxid.
- 1,1-Dimethylhydrazin ist die brennbare Komponente (Heptyl, russ.) flüssiger hypergolischer Raketentreibstoffe, wenn es zusammen mit den Oxidatoren Distickstofftetroxid (Amyl, russ.) oder RFNA (rauchende Salpetersäure, AK-27I oder Mélange, russ.) verwendet wird. Die Trägerrakete Proton verwendet 1,1-Dimethylhydrazin als Treibstoff mehrerer bzw. aller Stufen, was bei Fehlstarts zu Verseuchungen im Absturzgebiet führt. Im 1. Golfkrieg eingesetzte sowjetische Scud-Raketen enthielten je 1000 kg UDMH und 3500 kg RFNA.
- 1,1-Dimethylhydrazin wird nicht nur pur, sondern auch gemischt mit Hydrazin als Raketentreibstoff verwendet.[15] Bekannte Gemische mit verschiedener Konzentration der beiden Bestandteile zueinander sind Aerozin 50[16] und UH 25.
- Im Herbst 2017 wurde UDMH von Experten als Raketentreibstoff in Nordkoreas Nuklearprogramm angenommen.[17]
- Zurzeit wird 1,1-Dimethylhydrazin nur noch in Russland und in der Volksrepublik China in großen Mengen hergestellt.[18]

## Physiologie
1,1-Dimethylhydrazin wird leicht über die Haut aufgenommen und hat sich im Tierversuch als krebserzeugend erwiesen.

## Externe Links zu erwähnten Verbindungen
1. ↑  Externe Identifikatoren von bzw. Datenbank-Links zu Essigsäurehydrazid:  CAS-Nr.: 1068-57-1, EG-Nr.: 213-948-7, ECHA-InfoCard: 100.012.681, PubChem: 14039, ChemSpider: 13420, Wikidata: Q4678005.